# Hold-up au quart de seconde
Pour plus de détails, voir Fiche technique et Distribution.
Hold-up au quart de seconde (titre original : Blueprint for Robbery) est un film américain de Jerry Hopper sorti en 1961.

## Synopsis
À Boston, Chips McCann, patron d'une boîte de nuit, forme un commando afin de braquer un fourgon blindé transportant un magot de 2 millions de dollars. Il confie l'opération à Red Mack, attendant alors la sortie de prison de son vieil ami Pop Kane. Quand ce dernier est enfin libéré, les préparatifs du coup débutent et durent plusieurs semaines. Le braquage se déroule à merveille, les voyous portant des masques d'Halloween...

## Fiche technique
- Titre original : Blueprint for Robbery
- Réalisation : Jerry Hopper
- Scénario : Irwin Winehouse et A. Sanford Wolf
- Directeur de la photographie : Loyal Griggs
- Montage : Terry O'Morse
- Musique : Van Cleave
- Production : Bryan Foy
- Genre : Film policier
- Pays de production :  États-Unis
- Durée : 87 minutes (1 h 27)
- Date de sortie :
  - États-Unis : 1er février 1961 (New York)

## Distribution
- J. Pat O'Malley (VF : Raymond Rognoni) : Pop Kane
- Robert J. Wilke (VF : Claude Péran) : Capt. Swanson
- Robert Gist (VF : Claude Bertrand) : Chips McCann
- Romo Vincent (VF : Jacques Marin) : Fatso Bonelli
- Jay Barney (VF : Raymond Loyer) : Red Mack
- Henry Corden : Preacher Doc
- Tom Duggan (VF : Jacques Beauchey) : James « Jim » Livingston, le juge d'instruction
- Sherwood Price (VF : Jacques Thébault) : Gus Romay
- Robert Carricart (VF : Gérard Darrieu) : Gyp Grogan
- John Indrisano : Nick Tony
- Paul Salata (VF : Jean Clarieux) : Rocky
- Joe Conley (VF : Henry Djanik) : Jock McGee
- Marion Ross : la jeune femme
- Barbara Mansell : la mauvaise fille